# Черневиці (гміна)
Гміна Черневиці (пол. Gmina Czerniewice) — сільська гміна у центральній Польщі. Належить до Томашовського повіту Лодзинського воєводства.
Станом на 31 грудня 2011 у гміні проживало 5191 особа.

## Площа
Згідно з даними за 2007 рік площа гміни становила 127.73 км², у тому числі:
- орні землі: 66.00%
- ліси: 28.00%

Таким чином, площа гміни становить 12.45% площі повіту.

## Населення
Станом на 31 грудня 2011:
| Опис     | Загалом | Загалом | Чоловіки | Чоловіки | Жінки | Жінки |
| -------- | ------- | ------- | -------- | -------- | ----- | ----- |
| одиниця  | осіб    | %       | осіб     | %        | осіб  | %     |
| все      | 5191    | 100     | 2640     | 50.86    | 2551  | 49.14 |
| міське   | 0       | 100     | 0        |          | 0     |       |
| сільське | 5191    | 100     | 2640     | 50.86    | 2551  | 49.14 |

## Сусідні гміни
Гміна Черневіце межує з такими гмінами: Желехлінек, Жечиця, Іновлудз, Любохня, Рава-Мазовецька, Цельондз.